# Gvanoksabenz
Gvanoksabenz je metabolit gvanabenza.